# Barcita ilia
Barcita ilia là một loài bướm đêm trong họ Noctuidae.